# 全面防衛
全面防卫是一种军事防御和民事防护概念互相结合延伸的国防政策，已被奥地利、丹麦、芬兰、印度尼西亚、挪威、俄罗斯、新加坡、瑞典、瑞士、台湾、立陶宛和乌克兰等国家采用。全面防卫要求国家和社会做好高度准备，在发生战争、危机或自然灾害等紧急情况时做出自我防卫，代表社会随时为战争做好准备；并意味着所有社会职能在战争或紧急状态下，无论是军事还是民事，都包含在军事与民事防御工作中。这也表示一旦发生危机，包括军队、警队、民防部队、议会、政府机构、地方当局、卫生系统、民间社会组织、企业和个人等所有社会单位，都将被动员起来保卫国家。
全面防卫的适用方式因国家而异，并没有世界通用的实施方法，从实施要素可以看出地区差异。实现对民众的绝对保护是不可能的任务，这需要大量的资源和成本，因此各国都会计算如何使民众为危机情况，做好尽可能最高的准备水平。他们通常选择全面防卫的几项要素组合，以适应不同的能力和威胁程度，其中尤其重要的是义务兵役、国土防御力量、民事防御、经济防御和心理防御。
例如，芬兰全面防卫（kokonaismaanpuolustus）涵盖民事和军事部门，为保障公民的生计和安全免受外部威胁而采取的所有措施，以捍卫芬兰的独立。同样，瑞典全面防卫（totalförsvaret）意味着民事和军事防御共同运作，旨在保护和确保重要机构保持运作，例如瑞典议会和哥德堡港。